# Fühlen (Psychologie)
Gefühl ist ein psychologischer Oberbegriff für unterschiedlichste psychische Erfahrungen und Reaktionen wie etwa Angst, Ärger, Komik sowie Mitleid, Eifersucht, Furcht, Freude und Liebe, die sich (potenziell) beschreiben und damit auch versprachlichen lassen. Obwohl es vielseitige neurophysiologische Ansätze der Messung von Gefühlen gibt, sind diese nicht als einheitlich und überindividuell gültig anerkannt. Dies wiederum legt die Deutung von Gefühlen als individuelle oder subjektive Bewusstseinsqualitäten oder Ichzustände nahe. Gefühle sind das Produkt der Verarbeitung von Reizen, die ihren Ursprung in unseren Sinnesorganen nehmen. Sie vermitteln damit ein Bild von der uns umgebenden Welt, aber auch von Vorgängen unseres eigenen Körpers. Gefühle sind nicht nur Ausdruck äußerer Tatsachen, sondern auch unserer eigenen Beurteilung.

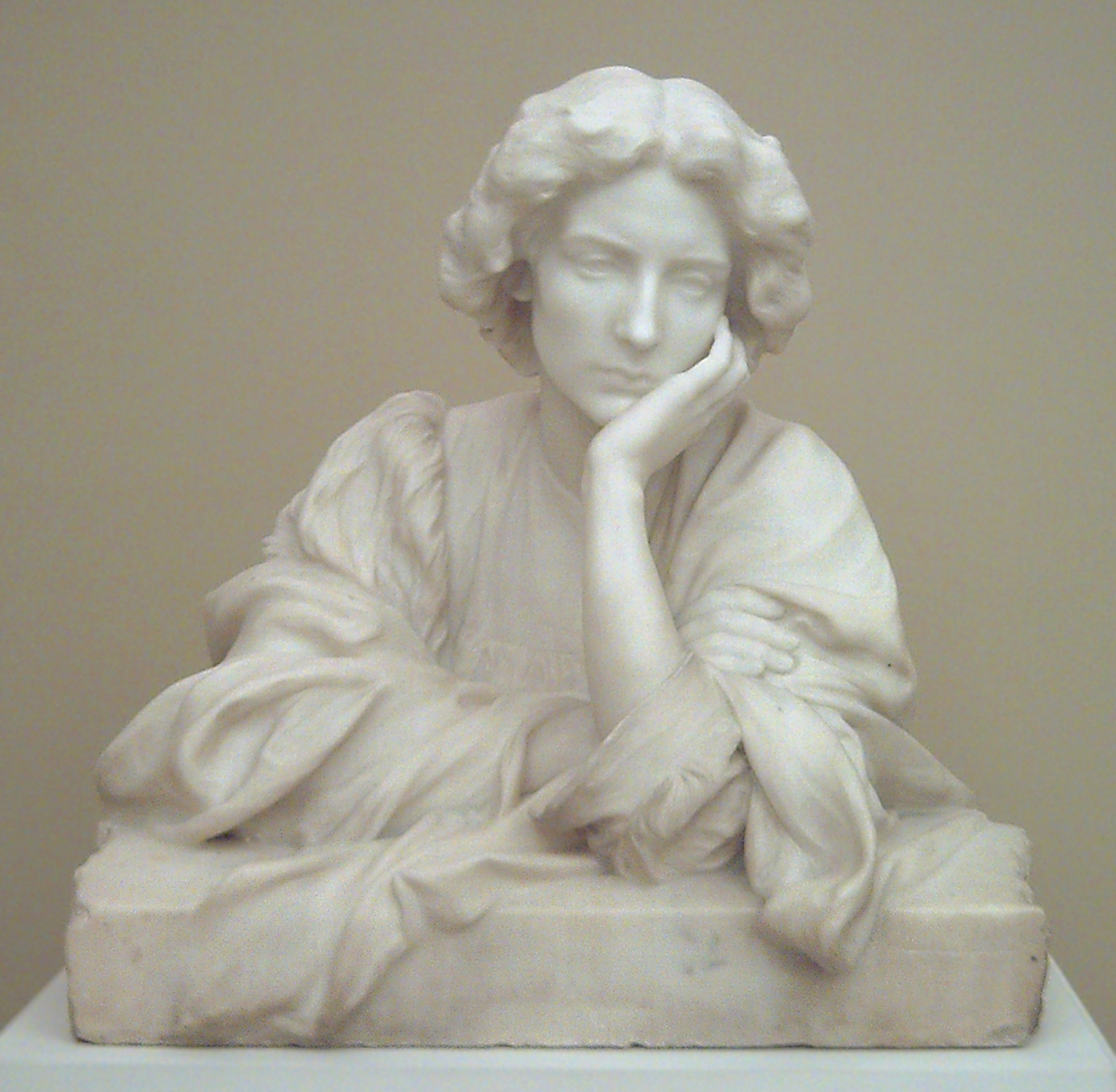
Die Feinfühlige (Skulptur von Miguel Blay um 1910)

## Begriffe
Der Begriff Gefühl wird meist synonym mit dem älteren Begriff Gemüt verwendet. Die Bezeichnungen Affekt, Gefühl, Emotion werden sowohl im allgemeinen Sprachgebrauch als auch bei den verschiedenen Autoren zum Teil übereinstimmend als auch unterschiedlich definiert und benutzt. Übereinstimmung besteht darin, dass es bei Gefühlen fast ausnahmslos um Organfunktionen geht, die der Steuerung durch das autonome Nervensystem unterliegen. Eine Unterscheidung zwischen Gefühl und Emotion legt die James-Lange-Theorie nahe. William James schreibt: „Wir sind traurig, weil wir weinen, wütend, weil wir zuschlagen, wir haben Angst, weil wir zittern.“ Die motorischen Reaktionen des Weinens, Zuschlagens, Zitterns sollten entsprechend der lat. Herkunft des Wortes „Emotion“ von movere = bewegen als Gemütsbewegungen aufgefasst werden, während die rein sensorische Erfahrung des Traurigseins, der Wut und der Angst als Gefühlswahrnehmung bezeichnet werden sollte. Auch von der Wortbedeutung ausgehend wäre nach der Abgrenzung zum Begriff der Emotion zu fragen.

## Etymologische Wortgruppierungen
Die Herkunft des Worts fühlen ist unklar. Es besteht eine Verwandtschaft mit engl. to feel. Die Grundbedeutung ist wohl „tasten“. Sie wurde auf alle körperlichen und im Deutschen seit dem 18. Jahrhundert auch auf seelische Empfindungen übertragen. Daher wird ursprünglich unter Gefühl der Tastsinn und die daraus resultierende seelische Stimmung (17. Jh.) verstanden. Eine ähnliche Wortbildung wie Ge-fühl ist das Wort Ge-schmack, das jedoch aus einer anderen Sinnesmodalität gebildet ist. Auch hier besteht eine übertragene Bedeutung ins Ästhetische und Kulturelle (Geschmack als humanistischer Wert), vgl. daneben auch die formal ähnlichen Wortbildungen wie Gehörsinn, Gesichtssinn mit der Vorsilbe Ge- als eines Sammelbegriffs; vgl. Berg – Gebirge / Busch – Gebüsch. Da Sinneseindrücke immer nur Ausschnitte aus den physikalischen Gegebenheiten vermitteln können, kommt jeder Sinnesmodalität jeweils auch eine spezifische psychologische Qualität zu, vgl. → Abstraktionstheorie.
Interessant erscheint im sprachvergleichenden Zusammenhang auch der Bedeutungswandel von dt. „tasten“ zu engl. to taste = „kosten, schmecken, versuchen, genießen, erleben“, und englisch tasteful = „geschmackvoll“. Ein wahrscheinlich anderer Wortstamm ist das altgriechische πάσχω [pas-cho] = 1) „einen Eindruck empfangen, erfahren, erleben, mir begegnet, mir widerfährt, mich trifft, es geht mir, ich mache es mir, es gemahnt mich, mir wird zu Mute, ich bin der Stimmung, begehre“; 2) im üblen Sinne: „etwas (Übles) erfahren, erleiden, erdulden, ausstehen, sich Leid zufügen, sich abmühen“; 3) im guten Sinne: „Gutes erleiden oder empfangen, sich wohl befinden, Wohltaten genießen, Belohnungen einernten, Dienste erhalten“. Im Lateinischen ist damit das Verb pati = „erleiden“ im gleichen Zusammenhang zu erwähnen. Das altgriechische Wort bringt die Ichqualität der jeweiligen Eindrücke und Erfahrungen ebenso wie das dt. Verb fühlen eindeutig zum Ausdruck. Daneben werden auch die aktiven und passiven Gefühle in der Bedeutung von πάσχω mit eingeschlossen.

## Wissenschaftsgeschichte

Titelseite der Originalarbeit von René Descartes: Les passions de l’âme. Paris 1649

Von Platon über Aristoteles bis René Descartes präsentierte sich die Psychologie des Gefühls als eine Lehre von den Affekten und Leidenschaften bzw. von den „Passiones“ (Dualismus von Seele und Körper).
Der Begriff der körpernahen Gefühle (Zönästhesien) geht auf die französische Schule der Vitalisten zurück. Der experimentalpsychologische Forschungsansatz, etwa Gefühle zu messen, geht auf Wilhelm Wundt (1832–1920) zurück. Wundt unterschied bei Gefühlen die Dimensionen a) Lust-Unlust, b) Spannung-Lösung und c) Erregung-Beruhigung. Die Dimension a) wäre als subjektiver Anteil der Gefühle, b) als energetischer Aspekt und c) als motorische oder Handlungskomponente zu bezeichnen. Diese Handlungskomponente ist dem Begriff Emotion eigen und darf nicht mit dem energetischen Aspekt verwechselt werden. Die Messung von Gefühlen muss sich z. T. auf den energetischen, neurophysiologischen Aspekt der Gefühle beschränken, siehe EKG, EEG und HGR, z. T. werden testpsychologische Verfahren (Fragebögen, Skalen usw.) in Ansatz gebracht. Wundt stellte weiter fest, dass sich jeder Empfindung ein Gefühlston hinzugesellt. Mit der Frage der „Empfindungsgefühle“ hat sich auch Carl Stumpf befasst. Die Elektroenzephalographie (EEG) entsprang deutschem Erfindergeist und hat Gedanken der deutschen Metaphysik, Philosophie und Naturwissenschaft des 19. Jahrhunderts fortgesetzt. Hans Berger (1873–1941) ist als Begründer dieser Untersuchungstechnik zu nennen. Berger hat ursprünglich beabsichtigt, das EEG als fruchtbare Methode zur Aufklärung des Leib-Seele-Verhältnisses verwendbar zu machen. Davon ist heute vielfach nur die objektivierbare Seite dieser Untersuchung zurückgeblieben und hat sich somit überwiegend in der Neurologie angesiedelt, während die Psychiatrie diesem Verfahren bisher eher wenig abgewinnen konnte. In neuerer Zeit wurden emotionale Faktoren als Ursache von EEG-Anomalien von Pateisky (1957) beschrieben und können als sog. Aktivationsmethoden bei der Ableitung der Hirnstromkurven angewandt werden. Hans Berger kam zu der für ihn recht enttäuschenden Feststellung, dass das EEG bei Psychosen keine spezifischen Reaktionsmuster aufweist. Lediglich eine „Verkürzung der Alphawellen“ wurde von ihm ähnlich wie bei Gesunden im Falle einer ängstlich gespannten Erregung festgestellt (3. und 12. Mitteilung).

## Begriffliche Abgrenzungen

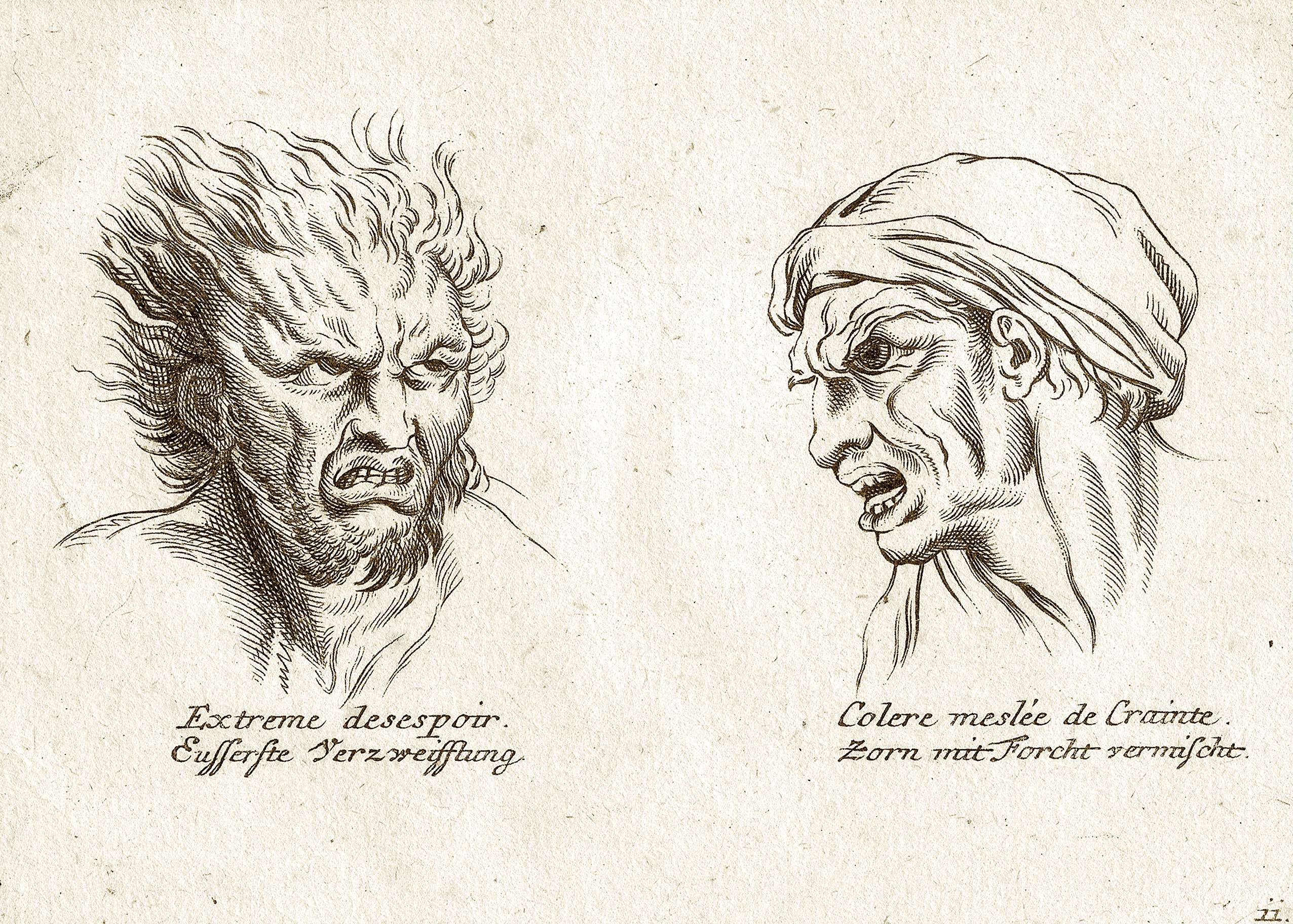
Verschiedene Gefühlszustände

Einige Autoren unterscheiden bestimmte Grundgefühle, die ihrerseits wieder zu anderen sekundären Gefühlen Anlass geben. Dabei werden auch eine individuelle ontogenetische und eine überindividuelle phylogenetische Sichtweise unterschieden, vgl. → psychogenetisches Grundgesetz. C.G. Jung unterscheidet zwischen Gefühl und Affekt, obwohl er Übergänge zwischen beiden als fließend bezeichnet. Affekt hält er als gleichbedeutend mit Emotion. Beide seien eher neurophysiologisch definierbar bzw. durch messbare Körperinnervationen zu bestimmen, während Gefühle durch eher minimale Körperinnervationen hervorgerufen seien, vgl. → psychogalvanische Hautreaktion. Während Affekte den Willen umgehen bzw. ausschalten können, seien Gefühle eine „willkürlich disponible Funktion“. Jung unterscheidet daher gerichtete Gefühle – wie z. B. Lieben – von ungerichteten Gefühlen wie Verliebtsein. Gerichtete Gefühle nennt er aktiv, ungerichtete passiv. Solche passiven Gefühle seien irrational, weil sie eher durch Wechselwirkung mit der Intuition zustande kommen wie Einfühlung, aktive Gefühle dagegen seien rationale Gefühle, die jedoch diese Bewertung nicht dem Denken, sondern der Subjektivität als spezifischer Eigenschaft des Fühlens verdanken. Diese Auffassung Jungs wird jedoch nicht allgemein geteilt. Theodor Lipps vertritt zusammen mit Hans Walter Gruhle die Auffassung, dass ungerichtete Gefühle eine Gegebenheit darstellen, die in sich selbst beruhe. Bei jeder anderen Gegebenheit sei man auf etwas Bestimmtes eingestellt. Im ungerichteten Gefühl aber habe man es mit sich zu tun (Ichqualität). Diese Unterscheidung leuchte ein, wenn man sich vor Augen führe, dass jemand im Fall des ungerichteten Gefühls zwar etwas empfinden könne, aber dabei im Grunde nur sich selber fühle (Subjekt-Objekt-Spaltung). Verliebtsein enthält aber meist beide Komponenten, das allgemeine persönliche Ergriffensein sowie die Objektbeziehung. Als Ergebnis der Psychoanalyse kann es gewertet werden, dass ungerichtete, diffuse Gefühle wie z. B. frei flottierende Angst auch neurotisch bedingt sein können. Dies heißt, dass aus vermiedenen konkreten Befürchtungen infolge von Regression und Verdrängung wieder eine diffuse, ungerichtete Form von Angst entstehe, wie sie als normales Entwicklungsstadium in der Kindheit angesehen wird: Das Kind ist noch nicht in der Lage, auf konkrete Gefahrenmomente hin entsprechende Reaktions- und Handlungsmuster wie ein Erwachsener bereitzustellen. Durch die Entwicklung solcher Muster lernt das Kind in der Regel erst, solche Gefahrenmomente zu meistern und zu bewältigen.
Um auf die eingangs dieses Kapitels Begriffliche Abgrenzungen getroffene Unterscheidung von Grundgefühlen und sekundären Gefühlen zurückzukommen, wären somit z. B. Schamgefühle als sekundäre im Verlauf der Sozialisation sich ausbildende Gefühle zu beurteilen, die mit einem komplexen, jeweils individuellen Wertesystem in Zusammenhang stehen. Dessen kollektive und individuelle Gesichtspunkte sind für die Trennung in verschiedene Ich-Zustände verantwortlich. Beispielsweise erst durch Identifikation eines Individuums mit z. B. einem bestimmten Kultur-Über-Ich werden die entsprechenden Gegentendenzen abgelehnt und somit in ein entsprechendes Wertesystem eingeordnet. Gegen die Unterscheidung von Grundgefühlen wird eingewendet, dass jede begriffliche Kategorienbildung in Bezug auf Gefühle dem Wesen der Gefühle abträglich sei. Gefühle sind letztlich weder begrifflich noch gegenständlich allgemein definierbar, sondern können höchstens äußerlich im Einzelfall umschrieben werden. Denken und Fühlen sind verschiedene Kognitionskategorien und daher ist das Unterscheiden von Gefühlen in einer begrifflichen Sprache eine inkommensurable, d. h. dem Fühlen nicht angemessene Einteilung.

## Fühlen als elementare psychische Funktion nach Jung

Typisch weibliche Einstellung der Persona nach C.G. Jung, bei der das äußere Ich der Gefühlswelt zugewandt ist, das innere jedoch den praktischen Dingen des Lebens

Fühlen wird nach C.G. Jung zu den vier psychologischen Grundfunktionen gerechnet neben Denken, Empfinden, und Intuieren. Diese Grundfunktionen können nach Jung nicht von anderen Funktionen abgeleitet werden. Fühlen wird als ein gänzlich subjektiver Vorgang angesehen, der zwischen dem Ich und einem gegebenen seelischen Inhalt entsteht, aber auch in jeder Hinsicht von äußeren Reizen unabhängig sein kann. Dennoch werde mit jeder Empfindung auch eine Gefühlsassoziation hervorgerufen. Daher wird das Gefühl von Jung auch als eine rationale Einstellung beschrieben, d. h. als eine entwicklungsgeschichtlich und ontogenetisch späte Fähigkeit. Hierbei geht Jung davon aus, dass Empfindung und Intuition als urtümliche irrationale Fähigkeiten angesehen werden müssen. Das Wesen der Gefühle könne dennoch nicht durch intellektuelle Darlegungen erfasst werden (siehe auch: vorstehendes Kapitel Begriffliche Abgrenzungen). Sie bauten auf den phylogenetisch und ontogenetisch frühen Funktionen des Intuierens und Empfindens auf. – Dennoch scheinen Gefühle die ontogenetisch primären Ausdrucksformen der Kleinkinder zu sein, deren Verstandesfunktionen noch nicht entwickelt sind (siehe auch: Facial Action Coding System). Nach Jung gehören Gefühle und Intuition zum unbewussten Seelenleben im Gegensatz zu Denken und Empfindung. Verbindet man die Gesichtspunkte der frühen weniger differenzierten unbewussten und späteren differenzierteren bewussten Funktionen mit der Jungschen Einteilung der frühen irrationalen und der späteren rationalen Funktionen, so ergibt sich folgende Reihe: Intuieren → Empfinden → Fühlen → Denken. Durch diese Reihe sei angedeutet, dass die Stärke der physiologischen Einflussnahme in Pfeilrichtung durch die ontogenetische Prädisposition größer erscheint als in umgekehrter Richtung. Das Denken kann also z. B. weniger Einfluss auf die Gefühle nehmen, als die Gefühle auf das Denken. Diese Annahme ist neuerdings durch neurobiologische Forschungsergebnisse bestätigt worden, bei denen die Afferenzen und Efferenzen der Amygdala (als ontogenetisch frühes Gefühlszentrum) insbesondere im Hinblick auf Afferenzen aus dem Großhirn (als später differenziertes Organ für die Denkvorgänge) miteinander verglichen wurden.
Der „subjektive Vorgang“ des Fühlens bewirke eine ganz bestimmte Bewertung z. B. im Sinne des Annehmens oder Zurückweisens. Eine solche gefühlsmäßige Bewertung sei auch die Stimmung als isolierte, länger andauernde Bewusstseinslage, die von momentanen Empfindungen unabhängig sei (vgl.: Lustprinzip – Realitätsprinzip; Primärprozess – Sekundärprozess). Die Funktion des Fühlens könne auch Einfluss auf den Charakter eines Menschen nehmen. Wenn sie zur Hauptfunktion eines Menschen wird, so spricht Jung von einem „Fühltypus“. Hier ergibt sich die Frage der Bezogenheit oder des Affiziertseins. Die Funktion des Fühlens kann nach Jung individuell oder kollektiv sein. Individuelle Bezogenheit führe zu privaten Kontakten. Kollektive Bezogenheit führe zu allgemeinem Fühlen bzw. zu moralischem Bewusstsein. In den Fällen, in denen keine ausgeprägte Individualität bestehe und Identität mit der Persona als kollektiver Bezogenheit vorliege, werde die „Seele“, Anima oder Animus, weitestgehend bei sich selbst ausgeschaltet bzw. unbewusst und das Seelenbild in eine andere reale Person verlegt. Es handele sich um einen der Participation mystique vergleichbaren Zustand. Diese Identität äußere sich in einer zwanghaften Abhängigkeit von der in eine reale Person projizierten komplementären Vorstellung. Werde diese Vorstellung nicht projiziert, so leide darunter die Anpassung und es resultiere eine relative Beziehungslosigkeit, indem der bedingende Charakter dem Objekt entzogen werde. Bisweilen werde hierdurch Homosexualität begünstigt.

## Funktionen des Gefühls

Gefühle haben wegen ihrer Funktion des Bewertens eine enge Beziehung zu ethischen Grundbegriffen bzw. zur Rationalität.

Da das Gefühl nicht nur objektive Daten aus unserer Umwelt vermittelt, sondern auch als subjektiver Ausdruck des eigenen Ichs betrachtet werden kann, gilt es stets, beide Quellen dieser Herkunft zu unterscheiden. Mit der Inschrift „Erkenne dich selbst!“ am Apollotempel von Delphi war eine Aufforderung zur Neutralisierung des eigenen Weltbezugs verbunden frei von subjektiven Störquellen. Gefühle erteilen den jeweiligen Gefühlsinhalten bestimmte Werte. Sie werden nach C. G. Jung daher als rationale Funktionen betrachtet. Sie bewerten diese Inhalte bereits unbewusst als persönlich annehmbar, abweisbar oder aber als gleichgültig hinsichtlich der ggf. später erforderlichen bewussten Auseinandersetzung. Gefühle haben durch die ihnen innewohnende Beziehung zu einem nichtdiskursiven, auf Erfahrungen beruhenden Wertesystem enge Beziehungen zum Handeln bzw. zum ethischen Verhalten eines Menschen (vgl. Abb.). Ein Kriterium des Ichbewusstseins ist das Tätigkeitsgefühl. Fasst man Gefühle als die Summe von „Elementarfaktoren“ auf, die aus äußeren Sinnesdaten, aus der Objektwelt stammenden Sicherheitserlebnissen, Belohnungs- und Bestrafungserfahrungen herrühren, die aber auch auf innere Spannungen zurückzuführen sind, welche sich aus der Triebstruktur ergeben, so muss ihr Einfluss auf die Ich-Struktur den in ihnen fixierten Handlungsschemata entsprechen.
Auch der energetische Aspekt kommt bei gefühlsmäßigen Bewertungen zum Tragen. Tiefe Gefühle können das gesamte Seelenleben erfassen, so dass für Anderes kaum mehr Energie übrig bleibt. Eine solche Einstellung des gesamten Organismus auf eine ganz bestimmte Reaktionsbereitschaft wird auch Bereitstellung genannt. Der unterschiedliche dynamische Charakter der Gefühle ist bei vielen differenzierten Reaktionen zu beachten (vgl. die Reaktionen bei Schuldgefühlen und bei der dabei häufigen Ich-Anachorese).
Gefühle dienen des Weiteren der schnellen und averbalen mitmenschlichen Orientierung. Sie stellen häufig eine mitmenschliche Ausdrucksfunktion dar. Die zwischenmenschliche Kommunikation enthält jedoch vielfach intuitive Faktoren, die einer verbalen Kommunikation nicht bedürfen.